# Chacrinha (Nova Iguaçu)
Chacrinha é um bairro do município brasileiro de Nova Iguaçu do estado do Rio de Janeiro. O bairro possui 5017 habitantes e faz divisa com os bairros do Centro, Santa Eugênia e Moquetá.
Fica entre o Iguaçu Top Shopping e o Assaí Atacadista, além de estar situado próximo à Via Light. A Avenida Governador Roberto Silveira é seu principal acesso.